# 賴買丹月
賴買丹月（阿拉伯语： Ramaḍān，國際音標：[rɑmɑˈdˤɑːn]；[variations] 波斯語： Ramazān；音譯為「賴買丹」或「拉瑪丹」、半意譯作「來麥丹」），意為「禁月」，是伊斯蘭曆（回曆）的第九個月，也是伊斯蘭教穆斯林實行齋戒的月份，因此又通稱齋戒月或齋月。根據《古蘭經》記載，這個月是「真主」阿拉將《古蘭經》下降給先知穆罕默德的月份，所以也是全年12個月中的最神聖者。由於伊斯蘭曆是一個純粹太陰曆曆法，所以與以太陽曆為基準的公曆相比，伊斯蘭曆每年都少约11天，因此齋月在公曆中的開始日期每年也都會向推前11天，而所在季節也會按「冬→秋→夏→春」的順序改變，大約每33個太陽曆年為一循環。
在公历2025年，斋月的期限为2月28日至3月30日，不同地区斋月的开始日期可能有所差异，但大体涵盖公历的3月。当年的开斋节为3月30日至31日。

## 確定日期
在伊斯兰国家的齋戒月前一天，穆斯林教徒會在各個地方展開新月觀測。若看見新月，則在晚間由当地政府部门在电视直播前宣布齋戒月日期。也意味著隔天就是齋戒月。

### 观月标准
根据1978年的世界伊斯兰会议中确定了标准，即古兰经中的“Hisab”和“Ruqyah”。根据该大会中所确定的的观月标准，新月的仰角不得超过5°以及新月与日落时的太阳距离不得超过5°。若超过了则隔天将不是斋戒月或开斋节，开斋节或斋戒月将会被延至第二天（当天也将继续为Ramadan 30hb）。

## 重要日子
貴夜，直譯「蓋德爾夜」，引意為「前定、高貴之夜」，被譽作為伊斯蘭教的創立之始，是先知穆罕默德接受古蘭經文之夜，也是一整年中最神聖的夜晚，通常於齋月末旬（後10天內）的單數日子中出現。按照目前多數伊斯蘭學者的觀點，「貴夜」被認為應在齋月的第27夜。
賴買丹月以開齋節收尾，當天通常會有盛宴。賴買丹月之後的閃瓦魯月中，穆斯林通常會再齋戒6天，以求真主的喜悅及恕饒。

## 外部連結
- 伊斯蘭之光 （页面存档备份，存于）
- 齋月是依據古蘭經和聖訓 （页面存档备份，存于）
- 齋戒 （页面存档备份，存于）